# Psylliodes vehemens
Psylliodes vehemens es una especie de insecto coleóptero de la familia Chrysomelidae. Fue descrita en 1854 por Wollaston.